# Słaboszowice
Słaboszowice – wieś w Polsce położona w województwie świętokrzyskim, w powiecie jędrzejowskim, w gminie Sędziszów.
| SIMC    | Nazwa    | Rodzaj  |
| ------- | -------- | ------- |
| 0267306 | Zarzecze | kolonia |

W Słaboszowicach urodził się Stanisław Berini.
Wieś duchowna, własność opactwa cystersów jędrzejowskich położona była w drugiej połowie XVI wieku w powiecie ksiąskim województwa krakowskiego. W latach 1975–1998 miejscowość administracyjnie należała do województwa kieleckiego.